# Notorious (película de 1946)
Notorious (en Hispanoamérica, Tuyo es mi corazón; en España, Encadenados) es una película de suspense de 1946 dirigida por Alfred Hitchcock, y protagonizada por Cary Grant e Ingrid Bergman y Claude Rains; siendo este último propuesto como candidato al Oscar al mejor actor secundario.
En el 2006, la película fue considerada «cultural, histórica y estéticamente significativa» por la Biblioteca del Congreso de Estados Unidos y seleccionada para su conservación en el National Film Registry.

## Sinopsis

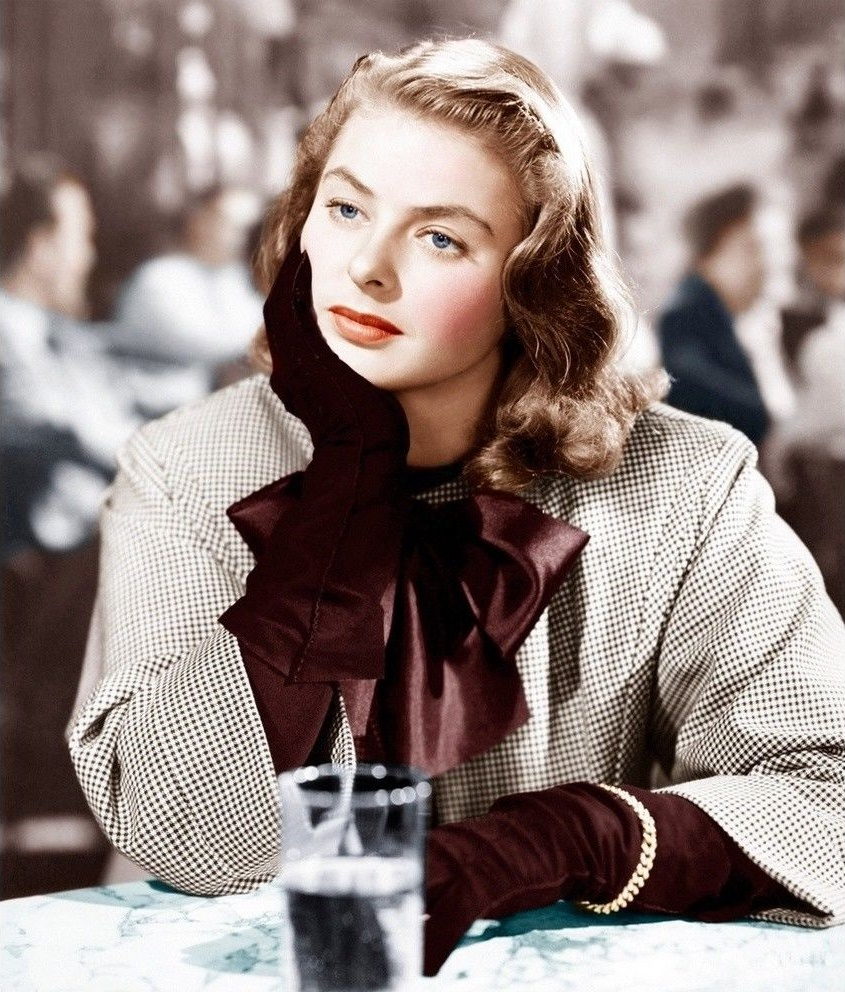
Ingrid Bergman en una foto publicitaria de Notorious

Tras la Segunda Guerra Mundial (1939-1945), el padre de Alicia Huberman, un espía nazi, es condenado por traición contra los Estados Unidos. Después del juicio, Alicia da una fiesta en la que aparece un apuesto desconocido llamado Devlin. Se trata de un agente de los servicios de Inteligencia que reclama su colaboración para atrapar a Alexander Sebastian, el cerebro de los nazis en Brasil. Al principio se muestra reacia, pero finalmente accede, sobre todo, porque se ha enamorado del atractivo agente americano. Una vez en Brasil, Alicia se gana la simpatía de Sebastian y se casa con él. Pero su implicación en el asunto acaba poniendo en peligro su vida.

## Trama
En abril de 1946, Alicia Huberman, la hija estadounidense de un espía nazi convicto, es reclutada por el agente del gobierno T. R. Devlin para infiltrarse en una organización de nazis que han escapado a Brasil después de la Segunda Guerra Mundial. Cuando Alicia se niega a colaborar con las autoridades, Devlin reproduce grabaciones de ella peleando con su padre e insistiendo en que ama a los Estados Unidos.
Mientras esperan los detalles de su misión en Río de Janeiro, Alicia y Devlin se enamoran, aunque los sentimientos de él se complican por su conocimiento del pasado promiscuo de Alicia. Cuando Devlin recibe instrucciones para persuadirla de seducir a Alex Sebastian, uno de los amigos de su padre y miembro destacado de los ejecutivos de Farben, Devlin no logra convencer a sus superiores de que Alicia no es apta para el trabajo. Devlin también se entera de que Sebastian alguna vez estuvo enamorado de Alicia. Devlin se muestra estoico cuando le informa a Alicia sobre la misión. Alicia infiere, erróneamente, que él simplemente estaba fingiendo amarla como parte de su trabajo.
Devlin se las arregla para que Alicia conozca a Sebastian en un club de equitación. Sebastian la reconoce y la invita a cenar, diciéndole durante la cita que siempre supo que se reunirían. También invita a Alicia a cenar la noche siguiente en su casa, donde recibirá a algunos conocidos de negocios. El capitán Paul Prescott del Servicio Secreto de los Estados Unidos le solicita a Alicia que memorice los nombres y nacionalidades de los presentes. En la cena, Alicia nota que un invitado que se agita al ver cierta botella de vino es rápidamente escoltado fuera de la habitación. Cuando los caballeros están solos al final de la cena, este invitado se disculpa e intenta irse a casa, pero otro insiste en llevarlo, insinuando que lo matará.
Pronto Alicia le informa a Devlin: "Puedes agregar el nombre de Sebastian a mi lista de amantes". Cuando Sebastian le propone matrimonio, Alicia se lo informa a Devlin; él le dice fríamente que haga lo que quiera. Profundamente decepcionada, se casa con Sebastian.
Después de regresar de su luna de miel, Alicia le informa a Devlin que el llavero que le dio su esposo no tiene la llave de la bodega. Devlin sugiere que Alicia dé una gran fiesta y lo invite, para que pueda investigar. Alicia roba en secreto la llave del llavero de Sebastian, y Devlin y Alicia registran la bodega, que está en el sótano. Rompiendo accidentalmente una botella, ven que contiene arena negra, que luego se demuestra que es mineral de uranio. Devlin toma una muestra de la arena negra, y limpia rápidamente la botella rota y la arena negra. Mientras tanto, Sebastian baja a buscar más champán para la fiesta. Sebastian queda consternado al sorprender a los dos besándose. Devlin finge estar borracho y le dice a Sebastian que en su estado de ebriedad insistió en que Alicia bajara a la bodega con él. Ella confirma la historia y agrega que accedió para evitar que Devlin hiciera una escena embarazosa frente a los invitados a la fiesta. Devlin felicita a Sebastian por haberse ganado el amor y el respeto de Alicia, y se marcha.
Sebastian se da cuenta de que la llave de la bodega no está en su llavero, pero a la mañana siguiente ve que Alicia la ha vuelto a colocar durante la noche. Alarmado, regresa a la bodega y encuentra, mal escondido debajo del estante de botellas, un fragmento de vidrio y granos de arena negra de la botella rota.
Ahora Sebastian tiene un problema: debe silenciar a Alicia, pero no puede desenmascararla sin revelar su desastroso error al resto de los emigrados nazis. Seguramente lo matarán si se enteran de que se ha casado con una agente estadounidense. Cuando Sebastian explica la situación a su autoritaria madre, ella le sugiere que Alicia "muera lentamente," envenenada. Envenenan su café y pronto cae enferma. Su enfermedad empeora hasta que se desploma y la llevan a su habitación, donde le han quitado el teléfono. Demasiado débil para irse, se da cuenta de que su marido la está envenenando lentamente hasta matarla.
Alarmado por la ausencia continua de Alicia, Devlin se cuela en la habitación de Alicia, donde ella le dice que Sebastian y su madre la están envenenando. Conmocionado por el peligro que corre Alicia, finalmente le confiesa su amor e intenta sacarla de la mansión a la vista de los cómplices de Sebastian. Cuando Sebastian intenta detenerlos, Devlin amenaza con que las cosas no le irán bien a Sebastian si sus conspiradores descubren que está casado con un agente estadounidense. Sebastian y su madre fingen aceptar la decisión de Devlin de que Alicia debe ir al hospital, saliendo acompañado de Sebastian, pero los conspiradores no están convencidos. Afuera, Sebastian les ruega a Devlin y a Alicia que lo lleven en el coche con ellos, pero ellos se marchan con desdén. Lo dejan atrás para que sufra un destino sombrío a manos de sus compañeros nazis.

## Reparto
- Cary Grant - T. R. Devlin
- Ingrid Bergman - Alicia Huberman
- Claude Rains - Alexander Sebastian
- Leopoldine Konstantin - Madame Anna Sebastian
- Louis Calhern - Capitán Paul Prescott, un oficial del Servicio Secreto de los Estados Unidos
- Reinhold Schünzel - Dr. Anderson, un conspirador nazi
- Moroni Olsen - Walter Beardsley, otro oficial del Servicio Secreto
- Ivan Triesault - Eric Mathis, un conspirador nazi